# Theodor Wagemann
Theodor Wagemann, dit Theo, né le 12 juillet 1918 à Venwegen dans la commune de Stolberg et mort le 3 mai 1998 à Kevelaer, est un créateur d'art brut allemand.

## Biographie
De 1924 à 1932 Theo suit une scolarité élémentaire. Il vit près de la frontière et, adolescent, pratique la contrebande. En 1933, il est interpelé par des douaniers qui lui tirent dessus. À la suite de cet incident, il s'enferme dans un mutisme presque total et commence à présenter des signes de troubles mentaux. Pendant la Seconde Guerre mondiale, il échappe au programme nazi d’extermination des malades mentaux grâce à son médecin de famille, mais il est néanmoins stérilisé. En 1960, il perd son père, puis sa mère trois ans plus tard. Il vit alors avec son frère dans la maison de ses parents. De 1964 à 1965, il effectue un séjour dans la clinique Rheinische de Düren. À sa sortie, il est hébergé par sa sœur ainée jusqu'à sa mort en 1977.
Après un court séjour dans une maison de santé à Blankenheim, il est finalement admis à l'hospice St. Petrusheim de Weeze en 1978. C'est là qu'à 61 ans, il commence à réaliser de très nombreux dessins au crayon de couleur et au feutre. Grand portraitiste, il réalise des œuvres mi-caricaturales mi-agiographiques de dignitaires nazis sur du papier sulfurisé qu'il récupère dans les cuisines de l'établissement. Il exécute notamment plus de 800 portraits d'Hitler. S'inspirant d'images de magazines, Theo réalise également de nombreux dessins de personnages historiques et des illustrations de contes populaires réinterprétés. Fervent catholique, il représente aussi des scènes bibliques ou de la vie de Jesus. Des textes, autour et au verso de ses dessins, les expliquent dans une orthographe très personnelle. En 1983, Robert Küppers découvre ses dessins. En 1992, il produit un film sur Theo, où on le voit notamment tirer des petits objets récupérés de sacs en plastique et les déposer dans les cavités et les trous des arbres qu'il rencontre sur son chemin.
Son œuvre est présente dans de nombreuses collections publiques et privées; il est représenté dans les collections permanentes de la collection de l'art brut à Lausanne, du centre Pompidou, du LaM Lille Métropole Musée d'Art moderne, d'Art contemporain et d'Art brut à Villeneuve d'Ascq, La collection Prinzhorn à Heidelberg, au Open Art Museum à St-Gall, au Kunstmuseum Thurgau, à la Whitworth Art Gallery, Universty of Manchester, au Musée d'art brut de Montpellier, au Centro de Arte Oliva, Collection Treger Saint Silvestre, Porto, et dans des collections privées : la collection Eternod-Mermod  à Lausanne,la collection Arnulf Rainer  ou la collection de Korine et Max E. Ammann à Berne.

## Expositions
- 1988: Outsider Art from Europe, A selection of works on Paper, Atrium Gallery, School of Fine Arts, University of Connecticut at Storrs; Massachusetts College of Art, Boston
- 1989: Kunst wo man sie nicht vermutet, Clemens Sels Museum Neuss
- 1995: Art Brut et Compagnie La Face Cachée de L'art Contemporain, Halle Saint-Pierre, Paris
- 1997: De L'Art Brut à la Création Franche, collection Philippe Eternod et Jean-David Mermod, Lausanne
- 1997: Petits Format, Collectie De Stadshof, Zwolle
- 1997–1998: Art Brut: Collection de l'Aracine, Musée d' Art Moderne, Lille; Musée de l'Objet, Blois
- 1998: Art Unsolved: The Musgrave Kinley outsider art collection, Irish Museum of Modern Art, Dublin
- 1999–2000: Gestoorde Vorsten, Museum Dr. Guislain, Gent
- 2000: Kunstmuseum Malmö, "Solitärer. Sarlingskonst fran Samling Eternod - Mermod", Malmö, (catalogue)[8]
- 2000–2001: Theo, Collection de L'Art Brut, Lausanne
- 2001: Waldemarsudde Museum, "Solitärer. Sarlingskonst fran Samling Eternod - Mermod," Stockholm. (catalogue)[9]
- 2002–2003: Collection abcd, High Museum of Art, Atlanta; Mennello Museum of Folk Art, Atlanta; Chicago Cultural Center, Chicago
- 2003: Theo – Eine Retrospektive, Museum Schloss Moyland, Kleve; Kunstmuseum Thurgau, Kartause Ittingen, Warth-Weiningen; LaM - Lille Métropole Musée d'art moderne, d'art contemporain et d'art brut, Lille
- 2005: Dubuffet & Art Brut, Museum Kunst Palast, Düsseldorf; Collection de l'Art Brut, Lausanne; LaM - Lille Métropole Musée d'art moderne, Lille
- 2005–2006: Abstürze und Höhenflüge, Grenzgänger zwischen Kunst und Psychiatrie, Sammlung Kraft, Medizinhistorisches Museum in der Charité, Berlin
- 2006: Inner Worlds Outside, Sala de Exposiciones de la Fundación „La Caixa,“ Madrid; WhiteChapel Gallery, London; Irish Museum of Modern Art, Dublin
- 2006:Amicalement brut, collection Eternod-Mermod. LaM – Lille Métropole, musée d’art moderne, d’art contemporain et d’art brut, Lille-Villeneuve-d'Ascq, 2011 (Catalogue)
- 2011–2014: Weltensammler, Sammlung Korine und Max E. Ammann, Kunstmuseum Thurgau, Kartause Ittingen; Kunsthalle Erfurt; LaM – Lille Métropole Musée d'art moderne, d'art contemporain et d'art brut, Lille; Musée de l'Abbaye Sainte-Croix in Les Sables d'Olonne
- 2015: When the curtain never comes down, American Folk Art Museum, New York
- 2016: People, Collection de L'Art Brut, Lausanne
- 2016: Carambolages, Grand Palais, Paris
- 2017: tierisch brut, Sammlung Rolf Röthlisberger, Museum im Lagerhaus, St. Gallen
- 2020–2021: Grenzgänger zwischen Kunst und Psychiatrie, Werke der Sammlung Kraft, Sammlung Prinzhorn, Heidelberg
- 2020–2021: Art Brut: Frame Work, Collection de L'Art Brut, Lausanne
- 2021: Jenseits aller Regeln, Kunstmuseum Thurgau, Kartause Ittingen, Warth-Weiningen
- 2021–2022: Croyances, Collection de L'Art Brut, Lausanne
- 2022–2023: Art brut - Dialogue avec la collection  Würth, Musée Würth France Erstein
- 2024: Menschen die noch hätten leben können - Opfer nationalsozialistischer Verbrechen,  in der Sammlung Prinzhorn, Heidelberg
- 2024: L'Esprit Singulier, Collection Treger Saint Silvestre, Centro de Arte Oliva, La Halle Saint Pierre, Paris
- 2025: Art Brut – dans l'ntomité d'une collection, la donation Decharme au Centre Pompidou, Grand Palais, Paris

## Filmographie
- Robert Küppers, Theo, Bavaria Fernsehproduktion, 1992, 19 min